# Porządek sukcesji
Porządek sukcesji – formuła lub algorytm, które determinują, kto dziedziczy urząd po śmierci, rezygnacji lub usunięciu osoby, która aktualnie go zajmuje.

## Monarchie i arystokracja
W monarchiach dziedzicznych porządek sukcesji określa, kto zostanie nowym monarchą, gdy obecny suweren umrze lub zrzeknie się tronu. Takie porządki sukcesji przeważnie określają proces wyboru, prawny lub tradycyjny, który jest podejmowany, aby wskazać, kto z krewnych poprzedniego monarchy, lub inna osoba, ma najsilniejsze prawo do dziedziczenia, a zatem przejmie tron, gdy będzie to konieczne.
Często linia sukcesji jest ograniczona do osób królewskiej krwi, tzn. tych prawnie uznanych jako wrodzonych do lub wywodzących się z dynastii królewskiej osoby w linii do sukcesji tronu. Konstytucje, statuty, prawa i normy mogą regulować kolejność i elekcyjność potencjalnych sukcesorów tronu.
W przeszłości porządek sukcesji był czasem zastępowany albo wzmacniany przez koronację wybranego następcy na króla za życia panującego monarchy – vivente rege. W systemie częściowo elekcyjnym tanistry następca panującego wybierany był spośród upoważnionych mężczyzn z królewskiego klanu. Monarchie dziedziczne używały różnorodnych metod i przepisów, aby przewidzieć porządek sukcesji pośród możliwych kandydatów powiązanych poprzez krew lub małżeństwo. Zaletą stosowania takich formuł był fakt, że następca mógł od wczesnej młodości zyskiwać obycie, wykształcenie, ochronę, zajęcia i służących adekwatnych do przyszłej godności i odpowiedzialności związanej z byciem królem danego narodu czy ludu. Systemy takie mogły też poprawić stabilizację polityczną poprzez ustalenie jasnych, powszechnych oczekiwań dotyczących sekwencji władców, potencjalnie ograniczając rywalizację i kierując pozostałych dziedziców do innych zadań czy starań.
Kilka monarchii dziedzicznych miało unikatowe procesy selekcji, szczególnie po dojściu do władzy nowej dynastii. I Cesarstwo Francuskie ustanowiło męską primogeniturę wraz z odejściem Napoleona I Bonaparte, ale przy braku męskiego potomstwa konstytucja pozwalała cesarzom wybrać, kto spośród braci lub ich synów mógłby po nich zasiąść na tronie. Królestwo Włoch przeznaczyło sekundogeniturę dla drugiego ocalałego syna Napoleona Bonaparte, ale plan ten nie został zrealizowany, gdyż założono następstwo pasierba Cesarza, Eugène de Beauharnais, chociaż nie łączyły go więzy krwi z rodem Bonaparte. Królestwo Serbii było dziedziczne przez primogeniturę dla potomków w linii męskiej Księcia Aleksandra I, ale przy braku męskiego potomka ostatni król w tej linii mógł wybrać któregokolwiek spośród męskich członków rodu Karadziordziewiciów. Z drugiej strony w Rumunii konstytucja zastrzegła, że po wygaśnięciu linii męskiej wywodzącej się od Karola I, linia męska jego brata, Leopolda Hohenzollerna, odziedziczy tron i, zaniedbując kwestię innych linii męskich w rodzinie, książę dynastii „zachodnioeuropejskiej” będzie wybrany przez ostatniego rumuńskiego króla i parlament. Dla kontrastu, starsze monarchie europejskie zwykły polegać na kryteriach sukcesji, które powoływały na tron potomków poprzednich monarchów, zgodnie z niezmiennymi regułami zakorzenionymi w którymś z modeli prawa lub tradycji.

### Następstwo tronu (sukcesja agnatyczna)
Sukcesja tronu, popularna w większości Europy od czasów starożytnych, jest zastrzeżeniem sukcesji do potomstwa lub krewnych przeszłej lub obecnej monarchii wyłącznie poprzez męską linię dziedziczenia: potomkowie poprzez kobiety nie mogli być wybrani do dziedziczenia, chyba że żaden mężczyzna w patrylinearnym systemie pokrewieństwa nie pozostał żywy.
W tej formie następstwa, sukcesja jest zarezerwowana po pierwsze dla wszystkich męskich potomków dynastii ze wszystkich odpowiednich gałęzi w porządku primogenitury, potem (po całkowitym wyginięciu męskich dziedziców tego rodu) dla potomka płci żeńskiej. Współczesne monarchie działające według prawa półsalickiego to Luksemburg, natomiast dawnej były to Austro-Węgry, Bawaria, Hanower, Wirtembergia, Rosja, Saksonia, Toskania i Królestwo Obojga Sycylii.
Jeśli kobieta powinna objąć tron, nie musi koniecznie być najstarszą dziedziczką przez primogeniturę, ale zwykle najbliższą krewną ostatniego męskiego władcy z dynastii poprzez bliskość krwi. Przykładowo Krystyna Duńska objęła Schleswig-Holstein, a Maria Teresa Habsburg – Austrię (chociaż jej prawa ostatecznie zostały potwierdzone zwycięstwem w wojnie o sukcesję austriacką, rozpoczętej po jej akcesji).

### Prawo salickie
Prawo salickie, forma następstwa tronu, ograniczała pulę potencjalnych dziedziców do mężczyzn z patrylinearności, zupełnie wykluczając kobiety z rodu i ich potomstwo z procesu sukcesji. Prawo salickie było stosowane w byłych rodach królewskich i cesarskich Albanii, Francji, Włoch, Korei, Rumunii, Jugosławii oraz Prus/Cesarstwa Niemieckiego. Aktualnie obowiązuje w Liechtensteinie, Japonii i Jordanii.
W 1830 roku w Hiszpanii powstał problem, czy prawo salickie obowiązuje, czy nie – a zatem czy po Ferdynandzie VII tron powinna objąć jego córka Izabela czy jego brat Carlos – doprowadził do serii wojen domowych i do uformowania konkurencyjnej dynastii, która istnieje do dziś.
Generalnie monarchie dziedziczne, które działają pod prawem salickim, używają także primogenitury pośród potomków w linii męskiej, aby określić prawowitego następcę, chociaż w historii bardziej powszechny był seniorat. Lenna i tytuły nadawane spadkobiercom płci męskiej poprzedzały tę primogenituralną formę sukcesji.

### System rotacyjny
System rotacyjny, od starocerkiewnego słowa oznaczającego drabinę lub klatkę schodową, był systemem bocznej sukcesji praktykowanym (chociaż niedokładnie) na Rusi Kijowskiej, późniejszych apanażach i wczesnej Rosji Moskiewskiej.
W tym systemie tron przechodził nie liniowo z ojca na syna, ale bocznie z brata na brata (zwykle aż do czwartego brata), a potem na najstarszego syna najstarszego spośród braci, którzy zasiadali na tronie. System został zainicjowany przez Jarosława Mądrego, który przydzielił każdemu ze swoich synów księstwo oparte na senioracie. Kiedy Wielki Książę zmarł, następny, najstarszy książę przybył do Kijowa, a wszyscy pozostali przesunęli się w górę drabiny.

### Wyznaczenie, elekcja, tanistry i rotacja
Porządek sukcesji może być ustalony poprzez wyznaczenie: albo sprawujący urząd władca, albo ciało elektorskie wyznacza dziedzica albo listę dziedziców jeszcze zanim zdarzy się wakat. Monarchia może być ogólnie rzecz biorąc elekcyjna, jednakże w taki w sposób, że następca będzie wybrany tylko po zwolnieniu stanowiska.
W historii dość często, ale nie zawsze, wyznaczenia i elekcje sprzyjały lub były ograniczone do członków pewnej dynastii lub dalszej rodziny. Do określenia, które osoby są upoważnione do sukcesji kto będzie popierany, stosowane mogły być reguły genealogiczne. Prowadziło to czasami do porządku sukcesji, który równoważył gałęzie dynastii poprzez rotację.
Aktualnie dotyczy to papieża, Malezji, Kambodży, Kuwejtu, Zjednoczonych Emiratów Arabskich, Andory, Suazi i Samoa.

### Seniorat
W sukcesji senioratu dziedziczył następny z rodzeństwa monarchy lub lennika, a nie dzieci. A jeśli posiadłość królewska była bardziej rozległa, dziedziczyli także kuzyni (płci męskiej) i tak dalej, w kolejności senioratu, co mogło leżeć ponad ich rzeczywistym wiekiem lub ponad senioratem między ich ojcami.

### Podział dziedziczenia
W niektórych społeczeństwach monarchia albo lenno było dziedziczone w taki sposób, że wszyscy utytułowani następcy mieli prawo do podzielenia się nim.

### Primogenitura
Primogenitura (albo bardziej poprawnie męska primogenitura) to mechanizm, w którym męskie potomstwo władcy ma pierwszeństwo nad potomstwem płci żeńskiej, razem z dziećmi reprezentującymi ich zmarłych przodków, i w którym najstarsza linia pochodzenia zawsze wyprzedza w kolejce do tronu młodszą, w obu płciach. Starsi synowie wyprzedzają młodszych, ale młodsi synowie wyprzedzają starsze córki. Prawo sukcesji należy do najstarszego syna panującego władcy, a potem do najstarszego syna tegoż syna. Jest to system w Commonwealth realm, Hiszpanii i Monako.
Nadawane lenna i tytuły również stosują ten system dla synów, ale córki są rozważane jako równorzędne dziedziczki, przynajmniej we współczesnej brytyjskiej praktyce. Może to skutkować tzw. „stanem zawieszenia” – abeyance (ang.). W średniowieczu właściwa praktyka różniła się zgodnie z lokalnymi zwyczajami. Podczas gdy kobiety mogły odziedziczyć dwory, władza była zwykle sprawowana przez ich mężów (jure uxoris) lub synów (jure matris).

#### Primogenitura równorzędna (lub absolutna)
Primogenitura w pełni równorzędna (lub primogenitura absolutna) to prawo, w którym najstarsze dziecko władcy obejmuje tron, bez względu na płeć, i w którym kobiety (i ich potomkowie) cieszą się tymi samymi prawami sukcesji co mężczyźni. Obecnie jest to system Szwecji (od 1980), Holandii (od 1983), Norwegii (od 1990), Belgii (od 1991), Danii (od 2009) i Luksemburga (od 2011). W 2004 roku proponowano zmianę zasad sukcesji tronu brytyjskiego na primogeniturę absolutną. W 2011 wszystkie 16 państw Commonwealth zawiązało tzw. porozumienie z Perth, zgodnie z którym monarchia brytyjska przyjęła ten rodzaj sukcesji z dniem 26 marca 2015 roku.

### Bliskość krwi
Bliskość krwi to system, w którym dziedziczy osoba najbliższa pod względem stopnia pokrewieństwa z suwerenem, przy czym preferuje się mężczyzn nad kobietami i starsze rodzeństwo nad młodszym. Było to czasem stosowane jako wyjaśnienie „pragmatycznych” sukcesji w Europie i w pewnym stopniu wszędzie w Europie w średniowieczu miało duże znaczenie. Często sposób ten stosowano do wyboru władców Outremeru i figuruje on w niektórych sporach o sukcesję Królestwa Jerozolimskiego. Był też uznawany w tym królestwie do sukcesji lenn, w specjalnych okolicznościach: jeśli lenno zostało utracone na rzecz Saracenów, a następnie ponownie zdobyte, było przydzielone dziedzicowi związanemu bliskością krwi z ostatnim lennikiem.

### Ultimogenitura
Ultimogenitura to porządek sukcesji, gdzie przedmiot jest dziedziczony przez najmłodszego syna (lub najmłodsze dziecko). Odbywa się to w okolicznościach, kiedy najmłodszy „podtrzymuje ognisko domowe”, opiekując się rodzicami i prowadząc dom, podczas gdy starsze dzieci miały czas, by osiąść „na zewnątrz” i samemu się utrzymywać.

### Sukcesja boczna
Boczny lub braterski system sukcesji ustala zasady senioratu wśród członków dynastii lub rodu, mając na celu elekcję najbardziej wykwalifikowanego kandydata na przywódcę. Przywódcy są wybierani jako najbardziej dojrzali z rodu, już w posiadaniu potęgi militarnej i kompetencji. Sukcesja braterska jest preferowana, aby być pewnym, że dorośli przywódcy są odpowiedzialni, usuwając zapotrzebowanie na regentów. Boczny system sukcesji może lub nie może wykluczać z sukcesji męskich potomków w linii żeńskiej. W praktyce, kiedy żaden męski następca nie jest wystarczająco dojrzały, kobieta-następczyni jest zwykle wyznaczana „pragmatycznie”, przez bliskie pokrewieństwo z ostatnim monarchą, jak w przypadku na przykład Hunów. Boczny monarcha jest najczęściej wybierany po tym, gdy zwalnia się tron przywódcy. We wczesnych latach imperium mongolskiego śmierć rządzących władców natychmiast zatrzymała tatarskie wyprawy na zachód z powodu nadchodzących wyborów.
Wadą sukcesji bocznej jest to, że podczas zapewniania najbardziej kompetentnego w danym momencie przywództwa, system nieodłącznie stwarzał pomijane linie książęce, nie nadające się od sukcesji. Jakikolwiek potomek odpowiedniego następcy, który nie żył wystarczająco długo, by wstąpić na tron, był odrzucany jako nieodpowiedni, co stwarzało pulę niezadowolonych pretendentów nazywanych Tegin w tatarskich i Izgoi w liniach dynastycznych na Rusi. Pula pominiętych książąt ostatecznie przynosiła spustoszenie porządkowi sukcesji poprzez brak osób na dane stanowisko.

### Kryzys sukcesyjny
Kiedy monarcha umiera bez oczywistego następcy, często skutkuje to kryzysem sukcesji. Na przykład kiedy król Karol IV Piękny zmarł, wybuchła wojna stuletnia między jego kuzynem Filipem VI a jego siostrzeńcem Edwardem III, aby określić, kto ma następować po Karolu jako król Francji.

## Republiki
W polityce chęć zapewnienia sobie kontynuacji działań na wieki skutkowała tym, że większość urzędów ma jakiś sformalizowany porządek sukcesji. W republikach ze stałym terminem wyborów, prezydent po śmierci lub rezygnacji jest czasem zastępowany przez wiceprezydenta, co postępuje przez różne urzędy parlamentu czy rządu i/lub ministrów. Jednak w wielu republikach nowe wybory mają miejsce jakiś czas później po odejściu aktualnego prezydenta.